# Football Club de Chartres
O Football Club de Chartres (também conhecido como C'Chartres Football) é um clube de futebol francês com sede em Chartres. A equipe compete no Championnat National 2.

## História
O clube foi fundado em 1989.